# NGC 7760
NGC 7760 је елиптична галаксија у сазвежђу Пегаз која се налази на NGC листи објеката дубоког неба.
Деклинација објекта је + 30° 58' 59" а ректасцензија 23h 49m 11,9s. Привидна величина (магнитуда) објекта NGC 7760 износи 13,6 а фотографска магнитуда 14,6. NGC 7760 је још познат и под ознакама UGC 12794, MCG 5-56-8, CGCG 498-14, KARA 1042, PGC 72512.